# Lista sanockich posłów do Rady Państwa
Lista sanockich posłów do austriackiej Rady Państwa w Wiedniu.

## Kadencje I-IV
W tym okresie (1861–1873) posłowie nie byli wybierani, lecz wyznaczani przez Sejm Krajowy Galicji.

### I kadencja (1861-1865)
- Iwan Rusiecki

### II kadencja (1867-1870)
- Antoni Ditrych
- Zygmunt Kozłowski z grupy większych posiadłości w okręgu sanockim)[1][2][3]

### III kadencja (1870-1871)
- Józef Jasiński

### IV kadencja (1871-1873)
- Józef Jasiński

## Kadencje V-X
Na mocy ustawy z 2 kwietnia 1873 Galicja miała wybierać do Rady Państwa 63 posłów (w tym: 20 z wielkiej własności ziemskiej, 13 z kurii miast, 3 z kurii izb przemysłowo-handlowych, 27 z kurii wiejskiej). Z terenu powiatu sanockiego wybierano dwóch lub trzech posłów. Wybory w tym okresie były prowadzone według systemu kurialnego (zależnego od majętności wyborców).

### V kadencja (1873-1879)
- Maksymilian Łepkowski (wielka własność ziemska z powiatów Sanok, Brzozów, Lesko, Krosno)
- Edward Gniewosz (kuria wiejska)[4]

### VI kadencja (1879-1885)
- Jerzy Konstanty Czartoryski (wielka własność ziemska z powiatów Sanok, Brzozów, Lesko, Krosno)
- Edward Gniewosz (kuria wiejska)

### VII kadencja (1885-1891)
- Leon Grotowski (wielka własność ziemska z powiatów Sanok, Brzozów, Lesko, Krosno)
- Edward Gniewosz (kuria wiejska)[5]

### VIII kadencja (1891-1897)
- Włodzimierz Gniewosz (w miejsce Mieczysława Urbańskiego, który złożył mandat[6][7]; wielka własność ziemska z powiatów Sanok, Bircza, Brzozów, Lesko, Krosno)
- Edward Gniewosz (kuria wiejska)[8]

### IX kadencja (1897-1900)
- Włodzimierz Gniewosz (wielka własność ziemska z powiatów Sanok, Bircza, Brzozów, Lesko, Krosno)[9][10][11]
- Józef Wiktor (kuria wiejska), zmarł 16 maja 1899, na jego miejsce 7 czerwca 1899 został wybrany Jan Potocki[12]
- Stanisław Wysocki (kuria V ogólna), na jego miejsce został wybrany Jan Stapiński 23-24 czerwca 1898[13][14].

### X kadencja (1901-1907)
- Włodzimierz Gniewosz (wielka własność ziemska z powiatów Sanok, Brzozów, Lesko, Krosno)
- Jan Potocki (kuria IV wiejska)[15]
- Wincenty Jabłoński (kuria V ogólna)[16]

## Kadencje XI i XII
W 1907 została zmieniona ordynacja wyborcza. Wskutek tego został zniesiony system kurialny i wprowadzone wybory powszechne według okręgów terytorialnych zgodnie z czteroprzymiotnikowym prawem głosowania. Sanok należał do okręgu wyborczego nr 51.

### XI kadencja (1907-1911)
- Bartłomiej Fidler (Klub Polski), ewentualnym zastępcą wybrany Adam Pytel[17][18]
- Wołodymyr Kuryłowycz (bezpartyjny), ewentualnym zastępcą wybrany ks. Roman Czajkowski[19]
- Wincenty Jabłoński

### XII kadencja (1911-1918)
- Stanisław Jan Starowieyski (komisja parlamentarna)
- Wołodymyr Kuryłowycz (Czeski Klub Narodowo-Społeczny), mandat wygasł wskutek prawomocnego wyroku sądowego w dniu 21 sierpnia 1915 (ogłoszonego 31 maja 1917), 30 maja 1917 na jego miejsce został zaprzysiężony zastępca ks. Roman Czajkowski.
- Wincenty Jabłoński (Stronnictwo Narodowo-Demokratyczne; okręg wyborczy nr 25 Sanok-Dobromil-Stary Sambor-Krosno-Korczyn[20])